# Kusayla
Kusayla (Aurès, 640 – Qayrawan, 688) è stato un condottiero e sovrano berbero, che combatté contro l'invasione araba del Nordafrica.

## Biografia
Figlio di Lemzem, in berbero Aksil Ulemzem (morto nel 688), era il capo della potente confederazione degli Awreba (appartenente ai Baranes, Berberi sedentari), il cui centro si trovava dalle parti dell'odierna Tlemcen (Algeria), e il cui potere si stendeva almeno fino al massiccio dell'Aurès a est ed alla città di Walila (lat. Volubilis) ad ovest. La religione prevalente era il Cristianesimo, il che ne faceva dei naturali alleati dei Bizantini contro gli invasori musulmani (una cospicua componente cristiana nella città di Tlemcen si conserverà fino all'XI secolo).
I primi contatti tra Kusayla e gli Arabi, si ebbero all'epoca di Abu l-Muhajir Dinar, giunto in Ifriqiya nel 674 per sostituire al comando 'Uqba ibn Nafi', fondatore, nel 670, di Qayrawan. I rapporti tra Kusayla e Abu l-Muhajir furono improntati al rispetto reciproco e alla massima tolleranza e collaborazione: Kusayla si convertì all'islam (eliminando così ogni pretesto di attacco da parte araba), e si stabilì con lui a Qayrawan, ribattezzata, con morfologia berbera, Takerwan.
Nel 681 questo clima idilliaco si ruppe: col mutamento di politica del califfato susseguente alla morte di Mu'awiya, 'Uqba riuscì a farsi di nuovo inviare in Nordafrica alla testa di un esercito. Qui giunto, imprigionò sia Abu l-Muhajir sia Kusayla e partì per una spedizione che in breve tempo lo condusse fino alle rive dell'Oceano Atlantico. La facilità della conquista fu molto probabilmente dovuta alla sorpresa, dal momento che nessuno si attendeva un attacco. 'Uqba volle portare con sé nella spedizione sia Abu l-Muhajir sia Kusayla, al quale non lesinava le umiliazioni (molti storici ricordano come, per degradarlo pubblicamente, lo avesse una volta obbligato a scuoiare una capra).
Kusayla riuscì però a mantenere i contatti con i suoi sudditi, e sulla strada del ritorno riuscì a liberarsi e a fuggire. Postosi al comando della resistenza, radunò in breve tempo un forte esercito di Berberi e Bizantini, e, approfittando di una leggerezza di 'Uqba che aveva mandato in avanti il grosso delle truppe, rimanendo con una scorta inadeguata, lo assalì e lo uccise nella località di Tahuda, a sud dell'attuale Biskra (683).
Conquistata Qayrawan (che nel frattempo era divenuta una vera, grande città), Kusayla vi stabilì la propria capitale, garantendo l'immunità agli Arabi rimasti in città (egli stesso rimase musulmano), e per cinque anni governò un vasto paese con la massima moderazione, come riconobbero anche tutti gli storici musulmani successivi.  Una nuova spedizione venne inviata contro l'Ifriqiya dagli Omayyadi nel 688, e nella battaglia decisiva, che si svolse a Mams, una cinquantina di chilometri ad ovest di Qayrawan, Kusayla cadde mortalmente ferito.  La battaglia non fu però decisiva e gli Arabi si ritirarono. La conquista armata del Nordafrica doveva ben presto riprendere con l'opposizione, questa volta, delle tribù berbere Botr (nomadi), comandate dalla Kahina.